# Zelotes kerimi
Zelotes kerimi este o specie de păianjeni din genul Zelotes, familia Gnaphosidae. A fost descrisă pentru prima dată de Pavesi, 1880.
Este endemică în Tunisia. Conform Catalogue of Life specia Zelotes kerimi nu are subspecii cunoscute.